# Cúspide (matemàtiques)

Una cúspide ordinària en la corba x^{3}–y²=0

En matemàtiques, en la teoria de la singularitat, una cúspide és un tipus de punt singular d'una corba, on un punt en moviment de la corba ha de començar a retrocedir. Les cúspides són singularitats locals que no estan formades per l'autointersecció dels punts de la corba.
Per a una corba plana definida per una equació paramètrica implícita
{\displaystyle {\begin{aligned}x&=f(t)\\y&=g(t),\end{aligned}}}
una cúspide és un punt on la derivada de f i g és zero, i la derivada direccional, en la direcció de la tangent, canvia signe (la direcció de la tangent és la direcció del pendent {\displaystyle \lim(g'(t)/f'(t))}).
La cúspide és una singularitat local en el sentit que impliquen només un valor del paràmetre t, a diferència dels punts d'intersecció lliures que impliquen més d'un valor. En alguns contexts, es pot ometre la condició de la derivada direccional, encara que, en aquest cas, la singularitat pot semblar un punt normal.
Per a una corba definida per una equació implícita contínuament diferenciable
{\displaystyle F(x,y)=0,}
les cúspides són punts on els termes de menor grau de la sèrie de Taylor de F són una potència d'un polinomi lineal; no obstant això, no tots els punts singulars que tenen aquesta propietat són cúspides. La teoria de la sèrie de Puiseux implica que, si F és una funció analítica (per exemple, un polinomi), un canvi lineal de coordenades permet parametritzar la corba, en un veïnat de la cúspide, com
{\displaystyle {\begin{aligned}x&=at^{m}\\y&=S(t),\end{aligned}}}
on a és un nombre real, m és un enter positiu, i S(t) és una sèrie de potències d'ordre k (grau del terme no-zero del grau més baix) més gran que m. El nombre m es denomina de vegades ordre o multiplicitat de la cúspide, i és igual al grau de la part no-zero del grau més baix de F.
Aquestes definicions s'han generalitzat a les corbes definides per funcions diferenciables per René Thom i Vladimir Arnold de la següent manera: Una corba té una cúspide en un punt si hi ha un difeomorfisme d'un veïnat del punt en l'espai ambient, que assigna la corba a una de les cúspides abans esmentades.
En alguns contexts i en la resta d'aquest article, la definició d'una cúspide està restringida al cas de cúspides d'ordre dos, és a dir, el cas on m = 2. Les cúspides de corbes planes (d'ordre dos) es poden posar per difeomorfisme al pla amb la forma x² − y2k+1 = 0, on k és un nombre enter positiu (k≥ 1).

## Definició
Una corba {\displaystyle C} en el pla {\displaystyle \mathbb {R} ^{2}} es defineix per l'equació
{\displaystyle f(x,y)=0}.
Un punt sobre la corba {\displaystyle (x,y)} és una singularitat quan 
{\displaystyle {\frac {\partial f}{\partial x}}(x,y)={\frac {\partial f}{\partial y}}(x,y)=0},
i aquesta singularitat és una cúspide si a més
{\displaystyle \det \left({\begin{array}{cc}{\frac {\partial ^{2}f}{\partial x^{2}}}(x,y)&{\frac {\partial ^{2}f}{\partial x\,\partial y}}(x,y)\\{\frac {\partial ^{2}f}{\partial y\,\partial x}}(x,y)&{\frac {\partial ^{2}f}{\partial y^{2}}}(x,y)\end{array}}\right)=0}

## Classificació
Cada cúspide pot ser modelada per una reparameterització local
{\displaystyle x^{2}-y^{2k+1}=0}
amb {\displaystyle k\geq 1,k\in \mathbb {Z} }. En la classificació de singularitats, aquesta cúspide correspon a una singularitat de tipus {\displaystyle A_{k}}
- Per a {\displaystyle k=1} s'obté la cúspide ordinària, com per exemple {\displaystyle x^{2}-y^{3}=0}.
- Per a {\displaystyle k=2} s'obté una cúspide ramfoide, com per exemple {\displaystyle x^{2}-y^{5}=0}.

Consideri una funció real contínuament diferenciable de dues variables, f (x, y), on x i y són nombres reals. Així f és una funció del pla a la línia. L'espai de totes les funcions contínuament diferenciables és actuat pel grup de difeomorfismes del pla i els difeomorfismes de la línia (és a dir, canvis difeomorfs de la coordenada tant a la font com a l'objectiu). Aquesta acció divideix tot l'espai funcional dins de la classes d'equivalència (és a dir, òrbites de l'acció del grup).
Una d'aquestes famílies de classes d'equivalència s'indica amb Ak±, on k és un enter positiu. Aquesta notació va ser introduïda pel matemàtic rus Vladímir Arnold. Es diu que una funció f és del tipus Ak± si es troba a l'òrbita de x² ± yk+1, és a dir, existeix un canvi de coordenada difeomòrfica en origen i objectiu que es f en una d'aquestes formes. Aquestes formes simples x² ± yk+1 donen formes normals per a la singularitat de tipus Ak±. Tingui en compte que les A2n+ són les mateixes que les A2n−, ja que el canvi de coordenada (x, y) → (x, -y) a la font pren x² + y2n+1 a x² − y2n+1. Per tant, podem deixar anar la notació ± de A₂n±.
Les cúspides són donades pels conjunts de nivell zero dels representants de les A₂n classes d'equivalència, on n ≥ 1 és un nombre enter.

## Exemples
- Una cúspide ordinària ve donada per x² − y3 = 0, és a dir, el conjunt de nivell zero d'una singularitat de tipus A₂. Sigui f(x, y) una funció contínuament diferenciable de x i y i assumeixi, per simplicitat, que f(0,0) = 0. Llavors, una singularitat de tipus A₂ de f a (0,0) es pot caracteritzar per:

1. Tenir una part quadràtica degenerada, és a dir, els termes quadràtics a la sèrie de Taylor de f formen un quadrat perfecte, diguem L(x, y)², on L(x, y) és lineal a x i y.
2. L(x, y) no divideix els termes cúbics a la sèrie de Taylor de f(x, y).

- Una cúspide ramfoide (provinent del grec «en forma de bec») designava originalment una cúspide que ambdues branques estan al mateix costat de la tangent, com per exemple la corba d'equació x² - x4 - x⁵ = 0. Com a tal, es troba una singularitat en la mateixa classe diferencial que la cúspide de l'equació x² - x⁵ = 0, que és una singularitat del tipus A₄, el terme s'ha ampliat a totes aquestes singularitats. Aquestes cúspides no són genèriques com els caústics i els fronts d'ona. La cúspide i la cúspide ordinària no són difeomorfes

Per a una singularitat de tipus A₄, necessitem f per tenir una part quadràtica degenerada (això dona una singularitat de tipus A≥2), que L divideix els termes cúbics (això dona una singularitat de tipus A≥3), una altra condició de divisibilitat (donant una singularitat de tipus A≥4), i una condició definitiva de no divisibilitat (donant exactament una singularitat de tipus A₄).
Per veure on venen aquestes condicions addicionals de divisibilitat, suposem que f té una part quadràtica degenerada L² i que L divideix els termes cúbics. Es dedueix que la sèrie de Taylor de tercer ordre de f és donada per L² ± LQ on Q és quadràtica en x i y. Podem completar el quadrat per mostrar que L² ± LQ = (L ± ½Q)² - ¼Q4. Ara podem fer un canvi de variable difeomòrfica (en aquest cas, simplement substituïm polinomis amb parts lineals linealment independents) de manera que (L ± ½Q)² - ¼Q4 → x1² + P1 on P1 és un polinomi de grau quatre en x1 i y1. La condició de divisibilitat per al tipus A≥4 és que x1 divideix P1. Si x1 no divideix P1, tenim el tipus exactament A₃ (el nivell zero establert aquí és un tacnode o cúpside doble). Si x1 divideix P1 completem el quadrat a x1² + P1 i canviem les coordenades, obtenim x₂² + P₂ on P₂ és un polinomi d'ordre cinc a x₂ i y₂. Si x₂ no divideix P₂, tenim exactament una singularitat de tipus A₄, és a dir, el punt zero serà una cúspide ramfoide.

## Aplicacions

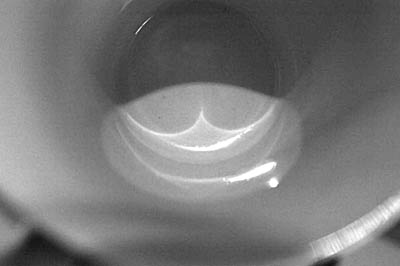
Una cúspide ordinària que es produeix com la càustica nefroide dels raigs de llum al fons d'una tassa de te.

Les cúspides apareixen de manera natural quan es projecta en un pla una corba contínuament diferenciable en l'espai tridimensional euclidià. En general, aquesta projecció és una corba que té singularitats com punts d'intersecció lliures i cúspides ordinàries. Els punts d'intersecció apareixen quan dos punts diferents de les corbes tenen la mateixa projecció. Les cúspides ordinàries apareixen quan la tangent a la corba és paral·lela a la direcció de projecció (és a dir, quan la tangent projecta en un sol punt). Les singularitats més complicades es produeixen quan es produeixen diversos fenòmens simultàniament. Per exemple, les cúspides ramfoides es produeixen per als punts d'inflexió (i per a punts d'inflexió) per als quals la tangent és paral·lela a la direcció de projecció.
En molts casos, i normalment en la visió artificial i els gràfics per ordinador, la corba que es projecta és la corba dels punts crítics de la restricció a un objecte espacial (continu) de la projecció. Una cúspide apareix així com una singularitat del contorn de la imatge de l'objecte (visió) o de la seva ombra (gràfics per ordinador).
Les càustiques i els fronts d'ona són altres exemples de corbes amb cúspides que són visibles al món real.